# Кармин
Карми́н (фр. carmin, контаминация от перс. قرمز‎ [кирмиз] — кошениль и лат. minium — киноварь) — красный краситель, получаемый из карминовой кислоты, производимой самками насекомых группы кошенили (от исп. cochinilla). Карминовая кислота представляет собой вещество пурпурного цвета, растворимое в воде. При производстве кармина кислоту переводят в малорастворимый в воде осадок неорганическими солями алюминия и кальция с образованием интенсивно окрашенной комплексной соли красного цвета.
Кармин зарегистрирован в качестве пищевой добавки Е120. Дал название одноимённому оттенку красно-пурпурного цвета.

## История
Краситель упоминается Диоскоридом в книге по фармацевтике I века н. э. «De Materia Medica»:

ἀρίστη δέ ἐστιν ἡ Γαλατικὴ καὶ Ἀρμενιακή, ἔπειτα ἡ Ἀσιανὴ καὶ Κιλίκιος, ἐσχάτη δὲ πασῶν ἡ Σπάνη.

О кармине упоминает Анания Ширакаци в VII веке:

Айрарат заключает в себе горы, поля изобилие во всём и озеро Гайлато. Он производит червей из корня известной травы, из которых приготовляют красную краску.

О кармине также упоминал арабский писатель X века Абу Исхак аль-Истахри:
…город этот служит столицей Армении… В этом городе выделываются шерстяные платья и ковры, подушки, сидения, шнуры и другие предметы армянского производства. У них же добывается краска, называемая «кирмиз», и ею красят сукно. Я узнал, что это червяк, который прядёт вокруг себя наподобие шелковичного червя.
Кармин (кошениль, арм. «кармин вортан») использовался для создания рисунков в древних фолиантах и рукописных евангелиях в Армении.
В XX веке в Армении в Институте зоологии Академии наук Армянской ССР проводилась работа по созданию промышленной технологии производства кармина из местного вида Араратская кошениль (Porphyrophora hamelii).

## Получение

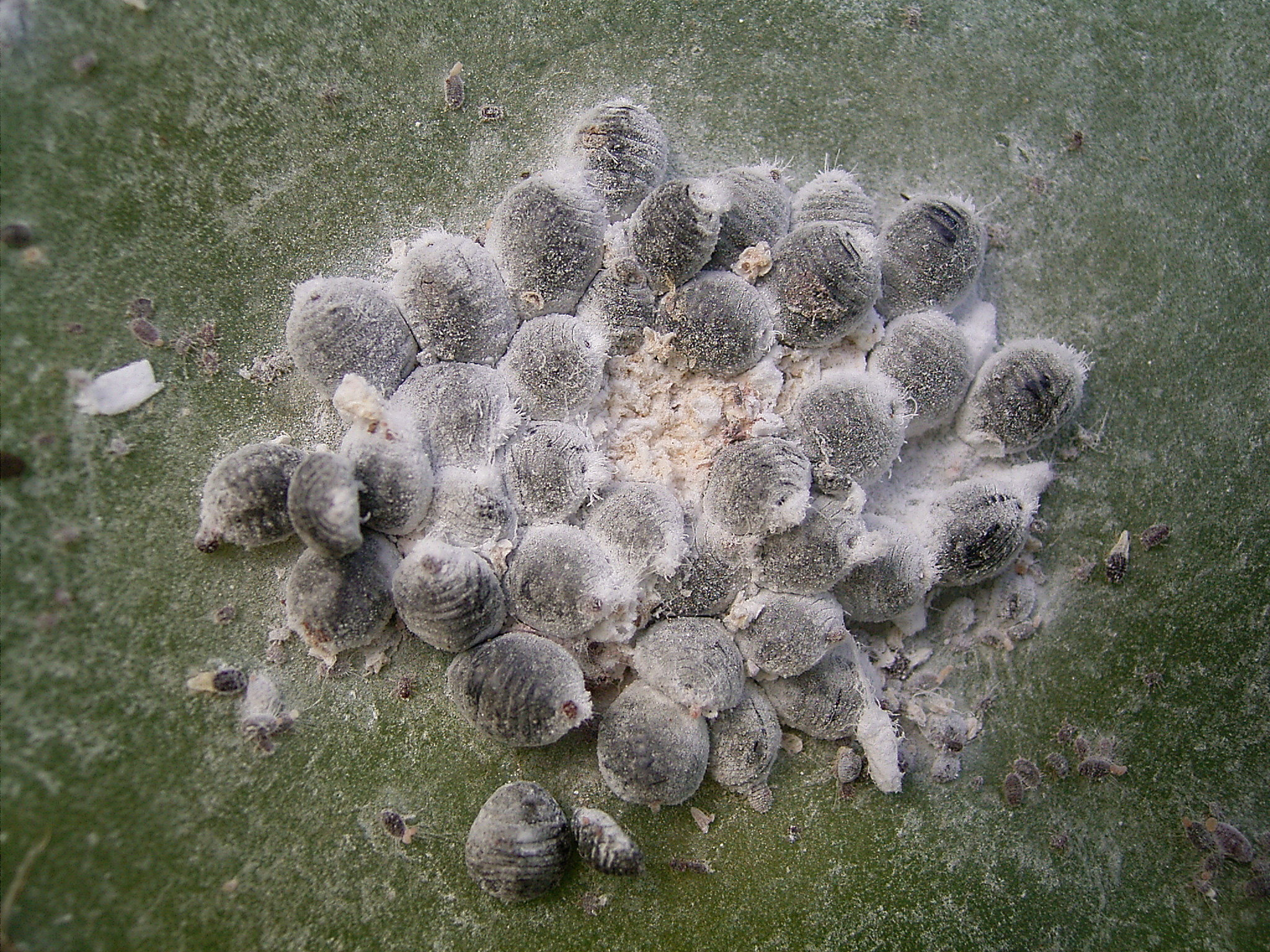
Скопление самок Мексиканская кошениль|мексиканской кошенили (Dactylopius coccus) на опунции

Кармин получают из самок мексиканской кошенили (Dactylopius coccus) — насекомого, культивируемого на кактусах — опунциях. Производство кармина возможно также и из других видов кошенили, например, в Армении для изготовления этого красителя используется Араратская кошениль (Porphyrophora hamelii).
Красящим веществом кармина является карминовая кислота — производное 1-гидроксиантрахинона. Окраска карминовой кислоты зависит от кислотности среды. При pH = 3 (кислая среда) цвет раствора оранжевый, при pH = 5,5 (слабокислая среда) — красный, а при pH = 7 (нейтральная среда) — пурпурный.
Карминовая кислота легко образует комплексы с катионами металлов, например, с катионами алюминия, в результате чего получаются пигменты красных оттенков с высокой насыщенностью цвета.
Насекомых собирают в период, предшествующий откладке яиц и экстрагируют из них кармин.  При помощи жёсткой щётки или лезвия насекомых снимают с растений, после чего их подвергают сушке. Ввиду трудоёмкости сбора кошенили и изготовления из неё кармина, себестоимость получаемого красителя дороже по сравнению с синтетическими красителями.
Из сушёной и толчёной биомассы насекомых далее получают порошок, который обрабатывают раствором аммиака или карбоната натрия, после чего отделяют осадок фильтрованием. К очищенному раствору карминовой кислоты добавляют водный раствор алюмокалиевых квасцов, после чего карминовая кислота вступает в реакцию с ионами алюминия и образует осадок. Осадок кармина представляет собой комплексную соль карминовой кислоты и алюминия. Для регулирования скорости осаждения красителя используют дихлорид олова, лимонную кислоту, тетраборат натрия и желатин. Для придания кармину пурпурных оттенков к раствору алюмокалиевых квасцов добавляют гашёную или негашёную известь, а также соли других металлов, например, цинка. В результате протекания реакции образуется осадок дигидрата комплексной соли состава Ca[Al(C22H13O3)2(H2O)OH] ⋅ 2H2O — кармин с кодом C.I.75470.
В настоящее время кармин добывают преимущественно в Перу, страна удерживает 95 % мирового рынка. В 2017 году Перу экспортировала 647 тонн кармина.

## Свойства

### Цвет
Методами спектроскопии было показано, что кармин отражает преимущественно красный свет. Длина волны отражённого света в видимом диапазоне составляет от 497 нм (тёмно-пурпурно-красный) до 612 нм (ярко-красный). Конкретный оттенок кармина зависит от примесей различных ионов металлов в составе комплексной соли. Например, небольшие примеси цинка придают кармину малиновый оттенок.

### Прозрачность
Прозрачность кармина зависит от его связующей среды. В смеси с маслами кармин остаётся полупрозрачным и подходит для глазурей. В сочетании с темперой кармин становится непрозрачным.

### Стабильность
Кармин — нестойкий краситель. На его выцветание влияют различные факторы, такие как свет, влажность и т. д. Он очень чувствителен к свету и имеет свойство выцветать до коричневатых тонов. В живописи на долговечность влияет тип пигмента. Например, пигменты с кармином на основе льняного масла более стабильны, чем на основе гуммиарабика. Кармин в составе акварели особенно чувствителен к свету.
Кармин можно частично стабилизировать на этапе осаждения карминовой кислоты алюминиевыми квасцами, добавляя соли олова (II).

## Применение
Кармин использовался с древнейших времён для окрашивания тканей и пряжи, из которой ткали ковры, как ворсовые, так и безворсовые ткани, а также этой краской писались миниатюры древних пергаментов.
В настоящее время краситель используется при производстве искусственных цветов, красок, пурпурных чернил, косметических средств, а также некоторых лекарств. Кроме того, его применяют в микроскопии для окраски некоторых гистологических препаратов (метод Беста).
Производство синтетической карминовой кислоты — достаточно сложный и дорогой процесс, поэтому более доступным является кармин натурального происхождения. Невысокая химическая стабильность красителя создаёт проблемы для использования его в текстиле и в составе красок, но в контексте использования в косметике это не является помехой.

### Применение в пищевой промышленности
В промышленности кармин маркируется как пищевая добавка E120 и применяется в качестве пищевого красителя и парфюмерного пигмента. Область его применения включает мясо- и рыбоперерабатывающую промышленность (жидкий экстракт кармина используется в производстве всех видов колбасных изделий с небольшой заменой мясного сырья, а также для окрашивания цельномышечных деликатесов), молочную и кондитерскую промышленности, а также производство алкогольных и безалкогольных напитков, например, итальянского ликёра Алькермес, название которого, как и слово «кармин», восходит к персидскому «кирмиз», и пряного сладкого напитка кампари, известного особенным цветом, который ему придаёт кармин.

## Безопасность
Допустимое суточное потребление (ДСП) для кармина было установлено в 1983 году Объединённым экспертным комитетом ФАО/ВОЗ по пищевым добавкам (JECFA) в количестве 5 мг/кг массы тела.
В 2015 году Европейское агентство по безопасности продуктов питания (EFSA) на основании исследований острой, краткосрочной, субхронической, канцерогенной, репродуктивной и развивающейся токсичности сделали вывод, что использование кармина в качестве пищевой добавки безопасно и не требует пересмотра нормы ДСП.